# Amphoe Saraphi

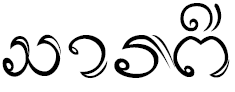
„Saraphi“ in Lan-Na-Schrift

Amphoe Saraphi (thailändisch อำเภอ สารภี) ist ein Landkreis (Amphoe – Verwaltungs-Distrikt) der Provinz Chiang Mai. Die Provinz Chiang Mai liegt in der Nordregion von Thailand.

## Geographie
Benachbarte Landkreise (von Westen im Uhrzeigersinn): die Amphoe Hang Dong, Mueang Chiang Mai und San Kamphaeng der Provinz Chiang Mai, sowie Mueang Lamphun der Provinz Lamphun.

## Geschichte
Der Bezirk wurde im Jahr 1891 unter dem Namen Yang Noeng (ยางเนิ้ง) gegründet. Im Jahr 1927 wurde er in Saraphi umbenannt.

## Sehenswürdigkeiten
- Wiang Kum Kam – historisches Ausgrabungsgebiet etwa fünf Kilometer südlich der Stadt Chiang Mai. Hier lebte König Mengrai, bevor er Chiang Mai gründete.

## Verwaltung

### Provinzverwaltung
Der Landkreis Saraphi ist in zwölf Tambon („Unterbezirke“ oder „Gemeinden“) eingeteilt, die sich weiter in 106 Muban („Dörfer“) unterteilen.
| Nr. | Name          | Thai    | Muban | Einw.  |
| --- | ------------- | ------- | ----- | ------ |
| 01. | Yang Noeng    | ยางเนิ้ง  | 07    | 09.180 |
| 02. | Saraphi       | สารภี    | 10    | 07.262 |
| 03. | Chom Phu      | ชมภู     | 09    | 07.095 |
| 04. | Chaiya Sathan | ไชยสถาน | 08    | 05.461 |
| 05. | Khua Mung     | ขัวมุง    | 10    | 05.485 |
| 06. | Nong Faek     | หนองแฝก | 09    | 05.334 |
| 07. | Nong Phueng   | หนองผึ้ง  | 08    | 12.746 |
| 08. | Tha Kwang     | ท่ากว้าง  | 07    | 02.775 |
| 09. | Don Kaeo      | ดอนแก้ว  | 07    | 03.939 |
| 10. | Tha Wang Tan  | ท่าวังตาล | 13    | 10.090 |
| 11. | San Sai       | สันทราย  | 12    | 05.346 |
| 12. | Pa Bong       | ป่าบง    | 06    | 04.122 |

### Lokalverwaltung
Es gibt zwölf Kommunen mit „Kleinstadt“-Status (Thesaban Tambon) im Landkreis:
- Chaiya Sathan (Thai: เทศบาลตำบลไชยสถาน) bestehend aus dem kompletten Tambon Chaiya Sathan.
- Khua Mung (Thai: เทศบาลตำบลขัวมุง) bestehend aus dem kompletten Tambon Khua Mung.
- Nong Faek (Thai: เทศบาลตำบลหนองแฝก) bestehend aus dem kompletten Tambon Nong Faek.
- Tha Kwang (Thai: เทศบาลตำบลท่ากว้าง) bestehend aus dem kompletten Tambon Tha Kwang.
- Don Kaeo (Thai: เทศบาลตำบลดอนแก้ว) bestehend aus dem kompletten Tambon Don Kaeo.
- Tha Wang Tan (Thai: เทศบาลตำบลท่าวังตาล) bestehend aus dem kompletten Tambon Tha Wang Tan.
- San Sai Maha Wong (Thai: เทศบาลตำบลสันทรายมหาวงศ์) bestehend aus dem kompletten Tambon San Sai.
- Pa Bong (Thai: เทศบาลตำบลป่าบง) bestehend aus dem kompletten Tambon Pa Bong.
- Yang Noeng (Thai: เทศบาลตำบลยางเนิ้ง) bestehend aus dem kompletten Tambon Yang Noeng und den Teilen der Tambon Saraphi, Nong Phueng.
- Chom Phu (Thai: เทศบาลตำบลชมภู) bestehend aus dem kompletten Tambon Chom Phu.
- Nong Phueng (Thai: เทศบาลตำบลหนองผึ้ง) bestehend aus Teilen des Tambon Nong Phueng.
- Saraphi (Thai: เทศบาลตำบลสารภี) bestehend aus Teilen des Tambon Saraphi.